# سرخیو مولینا (بازیکن فوتبال)
سرخیو مولینا (انگلیسی: Sergio Molina؛ زادهٔ ۱۴ نوامبر ۱۹۸۳) بازیکن فوتبال اهل اسپانیا است.
از باشگاه‌هایی که در آن بازی کرده‌است می‌توان به باشگاه فوتبال آلباسته بالومپیه و باشگاه فوتبال اتلتیکو مادرید بی اشاره کرد.